# Holotrichia scrobiculata
Holotrichia scrobiculata är en skalbaggsart som beskrevs av Brenske 1892. Holotrichia scrobiculata ingår i släktet Holotrichia och familjen Melolonthidae. Inga underarter finns listade i Catalogue of Life.